# 歐羅米語
歐羅米語（Oromëan）是英國作家托爾金奇幻小說有關阿爾達的語言的舊版本語言，在《失落的道路》裡有詳細說明。歐羅米語是精靈語的語系，正如奧力語（Aulëan）是矮人語的語系一樣。
稱為歐羅米語是因為這語言是由歐羅米的言語衍生出來的，歐羅米是首位在庫維因恩遇上精靈的維拉。
這個語言構思終被摒棄。